# Hâcourt
Hâcourt település Franciaországban, Haute-Marne megyében. Lakosainak száma 41 fő (2022. január 1.). Hâcourt Bourg-Sainte-Marie, Brainville-sur-Meuse, Doncourt-sur-Meuse, Huilliécourt és Malaincourt-sur-Meuse községekkel határos.

## Népesség
A település népességének változása:
| Lakosok száma | 47   | 34   | 33   | 35   | 34   | 37   | 39   | 41   | 41   | 41   |
|               | 1968 | 1982 | 1990 | 2006 | 2013 | 2015 | 2017 | 2019 | 2020 | 2022 |